# Antonio J. Benítez

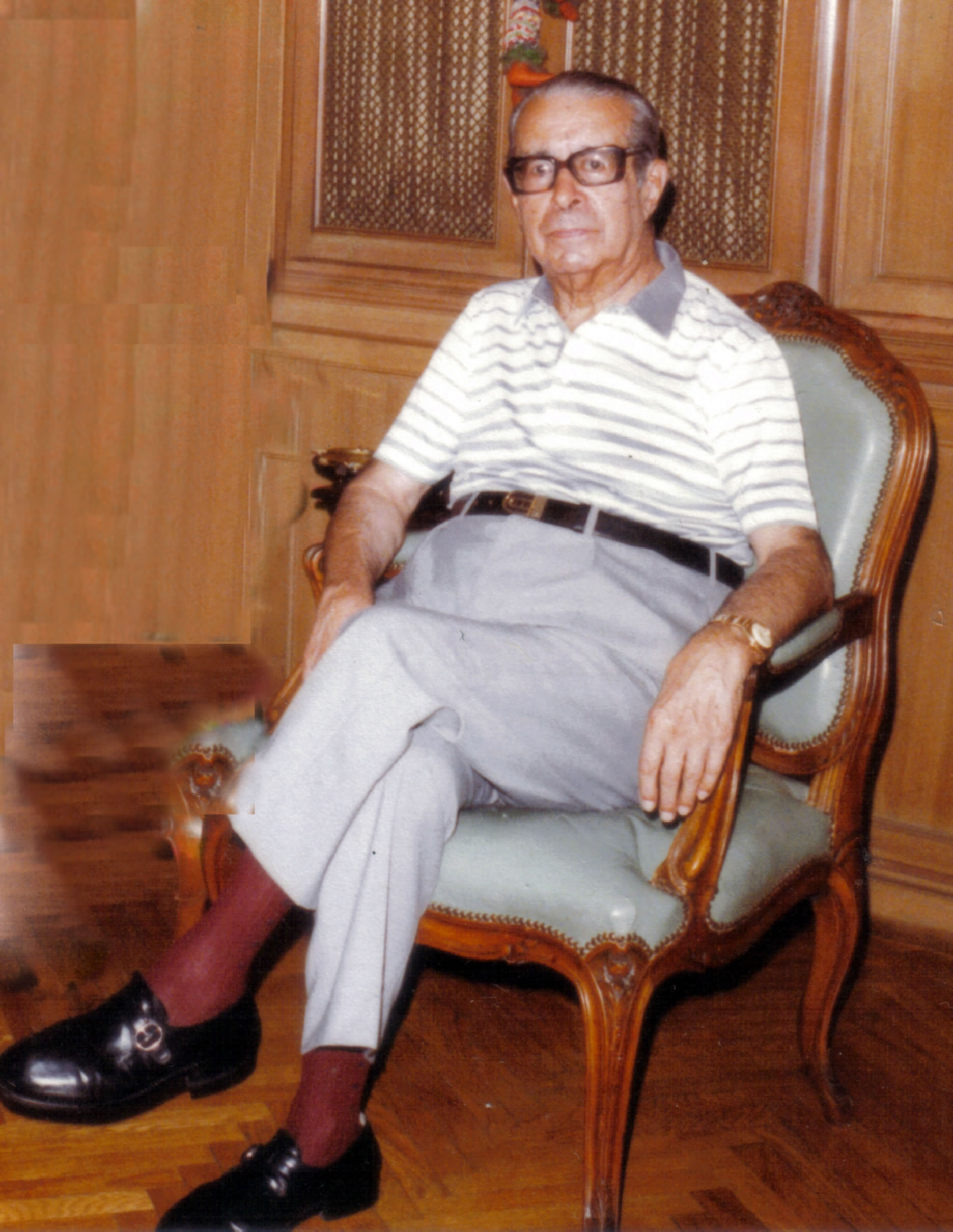
Antonio J. Benítez

Antonio Juan Benítez (* 3. März 1903 in Rosario; † 14. Juni 1992 in Buenos Aires) war ein argentinischer Rechtsanwalt und Politiker des Partido Justicialista. Er war von 1946 bis 1955 Abgeordneter und zuletzt Präsident der Abgeordnetenkammer der Argentinischen Nation. Von 1944 bis 1945 war er Minister für Justiz und Erziehung, 1973 bis 1974 Justizminister und 1975 Innenminister.

## Ehrungen
- 1955: Großkreuz des Verdienstordens der Bundesrepublik Deutschland
- 1975: Großkreuz des Ordens San Raimundo de Penafort